# Le Bonheur des autres (série télévisée)
Pour les articles homonymes, voir Le Bonheur des autres.
Le Bonheur des autres est une série télévisée québécoise en 76 épisodes de 25 minutes, scénarisée par Jean Filiatrault, et diffusée du 8 septembre 1965 au 5 juin 1967 à la Télévision de Radio-Canada.

## Synopsis
Ce téléroman raconte la vie de trois femmes qui se consacrent au bonheur de leur prochain.

## Fiche technique
- Scénarisation : Jean Filiatrault
- Réalisation : Denys Gagnon et Bruno Paradis
- Société de production : Société Radio-Canada

## Distribution
- Nicole Filion : Yolande Robineau
- Élizabeth Chouvalidzé : Élisabeth Robineau
- Gisèle Schmidt : Berthe Parizeau
- Jean-Paul Dugas : Paul Dubuc
- Yvon Dufour : Gaspard Hurteau
- André Montmorency : Philippe Desnoyers
- Yvon Bouchard : Léo Tremblay
- Jean Faubert : Fernand Provost
- Jean Lajeunesse : Roger
- Jean Besré : Bob
- Denise Provost : Jacqueline
- Denise Morelle : Gabrielle Beauséjour
- Gilbert Chénier : Pierre Bertrand
- Louise Turcot : rôle inconnu
- Louis Aubert : Médecin
- Denise Proulx : Amélie Hurteau
- Béatrice Picard : Léontine Beaulieu
- Pascal Rollin : Marc Bélanger
- Gérard Poirier : Camille Bastien
- Monique Lepage : Estelle Beaulieu
- Léo Ilial : Dr Gilles Beaulieu
- Pierrette Beaudoin : Gertrude Robineau
- Janine Beaupré : Berthe
- Rita Bibeau : Gabrielle Beauséjour
- Colette Courtois : Andréa
- Claudette De Lorimier : Pierrette Lafaille
- Michèle Derny : Madeleine Leblanc
- Nini Durand : Rita Provost
- Pierre Germain : Jean
- Ulric Guttinguer : Décorateur
- Paul Hébert : Hubert Villeneuve
- Marie Krishna : Léonie
- Gaétane Laniel : Lucille Ménard
- Michelle Nicolet : Serveuse
- Anthony Phelps : Frédéric Petitdidier
- Jacques Piperni : Benoît
- Marcel Ravary : Antoine Desbiens
- Léo Rivest : M. Constant
- Réjean Roy : Maurice
- Line Verreault : Éliane
- Élise Lavoie : rôle inconnu